# Municipio de Fall Creek (condado de Hamilton)
El municipio de Fall Creek (en inglés: Fall Creek Township) es un municipio ubicado en el condado de Hamilton en el estado estadounidense de Indiana. En el año 2010 tenía una población de 51613 habitantes y una densidad poblacional de 557,16 personas por km².

## Geografía
El municipio de Fall Creek se encuentra ubicado en las coordenadas 39°57′50″N 85°55′41″O / 39.96389, -85.92806. Según la Oficina del Censo de los Estados Unidos, el municipio tiene una superficie total de 92.64 km², de la cual 87.21 km² corresponden a tierra firme y (5.85%) 5.42 km² es agua.

## Demografía
Según el censo de 2010, había 51613 personas residiendo en el municipio de Fall Creek. La densidad de población era de 557,16 hab./km². De los 51613 habitantes, el municipio de Fall Creek estaba compuesto por el 84.67% blancos, el 6.14% eran afroamericanos, el 0.18% eran amerindios, el 5.78% eran asiáticos, el 0.03% eran isleños del Pacífico, el 0.94% eran de otras razas y el 2.26% pertenecían a dos o más razas. Del total de la población el 3.46% eran hispanos o latinos de cualquier raza.